# Petro Symonenko

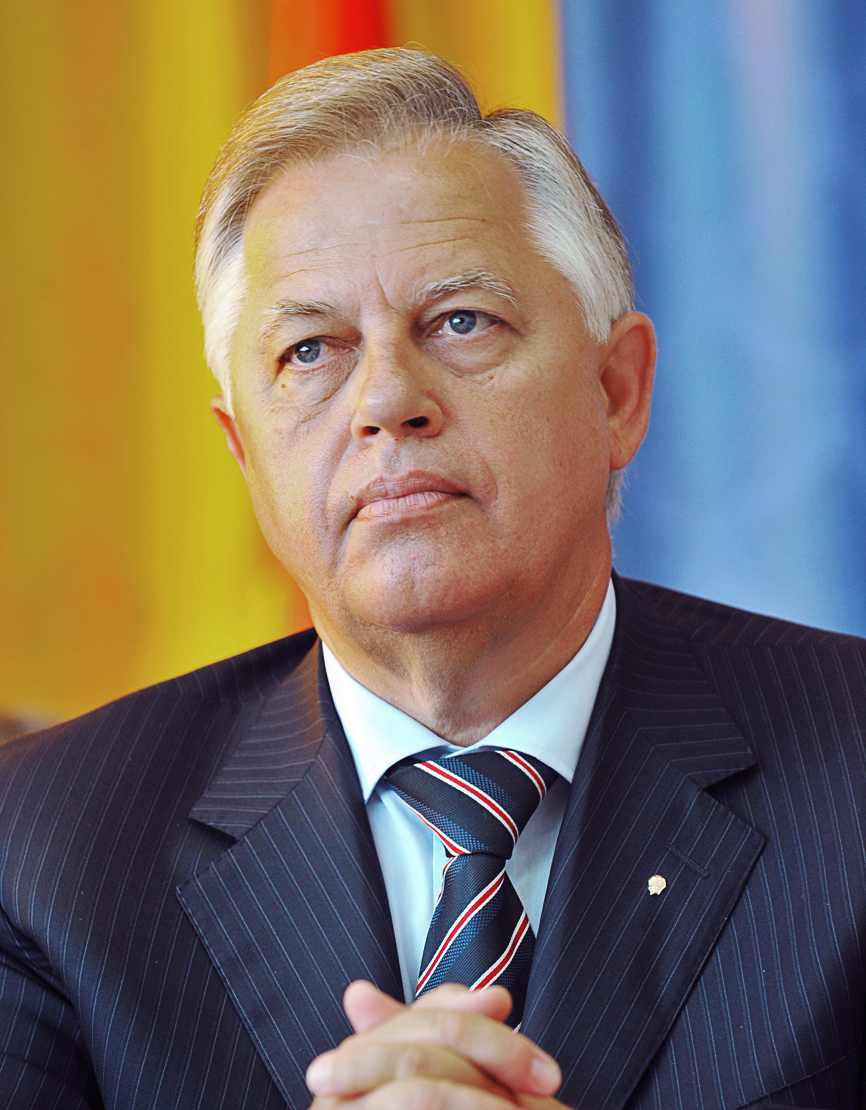
Petro Symonenko (2011)

Petro Mykolajowytsch Symonenko (* 1. August 1952 in Donezk, Ukrainische SSR) ist ein ukrainischer Politiker und war von 1993 bis zu ihrem Verbot im Jahr 2015 erster Sekretär des Zentralkomitees (ZK) der Kommunistischen Partei der Ukraine (KPU).

## Leben
Petro Symonenko studierte am Donezker Polytechnischen Institut und schloss sein Studium 1974 als Elektromechaniker und Bergbauingenieur ab. Anschließend arbeitete er als Vertreter des kommunistischen Jugendverbandes (Komsomol) im Institut Dondneprougolmasch. 
1975 wurde er hauptberuflicher Funktionär des Komsomol und war in den folgenden Jahren auf der Leitungsebene des Donezker Stadtverbands in verschiedenen Funktionen tätig. 1978 wurde er Mitglied der Kommunistischen Partei der Sowjetunion (KPdSU) und 1980 Sekretär des Komsomol in der Donezker Oblast.
Von 1982 bis 1988 war er Sekretär des Zentralkomitees des ukrainischen Komsomol und danach Sekretär des Stadtkomitees der KPdSU in Mariupol. 1989 wechselte er zum Regionalkomitee der KPdSU in der Donezker Oblast, wo er bis 1991 Sekretär für ideologisch Fragen und schließlich Zweiter Sekretär wurde. 1991 schloss er in Kiew ein weiteres Studium im Fach Politikwissenschaft ab und arbeitete nach dem Verbot der KPdSU im selben Jahr als stellvertretender Direktor des Industriebetriebs Ukruglemasch.
Im Juni 1993 wurde Symonenko auf dem Wiedergründungsparteitag der KPU zum Ersten Sekretär des ZK gewählt. Seit den Parlamentswahlen 1994, bei denen der Partei der Einzug in die Werchowna Rada gelang, bis 2014 war Symonenko auch Vorsitzender der kommunistischen Parlamentsfraktion. 
Als Kandidat der KPU nahm Symonenko an den Präsidentschaftswahlen 1999, 2004 und 2010 teil. 1999 erreichte er im ersten Wahlgang 22,24 % der Stimmen. In der zweiten Runde unterlag er mit 37,80 % Amtsinhaber Leonid Kutschma, der 56,25 % bekam. 2004 und 2010 schied er mit 4,97 % bzw. 3,88 % der Stimmen jeweils im ersten Wahlgang aus.
Nach Angaben Symonenkos wurde gegen ihn im August 2014 durch den ukrainischen Generalstaatsanwalt Witalij Jarema ein Ermittlungsverfahren wegen Verdachts auf Separatismus eingeleitet.
Laut der Onlinezeitung Obozrevatel gelang Symonenko im März 2022 die Flucht nach Belarus.

## Politische Positionen
Symonenko erklärte hinsichtlich des Holodomors, er glaube nicht, dass es überhaupt einen absichtlichen Hunger gegeben habe und beschuldigte den Präsidenten Wiktor Juschtschenko die Hungersnot ausnutzen würde, um Hass anzustacheln.
Im Mai 2012 verteidigte Symonenko die Deportationen der Krimtataren 1944 und sagte, dass diese Maßnahme die Krimtataren gerettet habe, da sonst ein Bürgerkrieg ausgebrochen wäre.

### Privatleben
Symonenko ist seit 26. September 2009 mit der Journalistin Oksana Symonenko, geb. Waschtschenko verheiratet. Symonenko hat zwei erwachsene Söhne aus seiner ersten Ehe mit Swetlana Symonenko, mit der er von 1974 bis 2009 verheiratet war. Privat beschäftigt sich Petro Symonenko mit dem Schachspiel.